# Campoplex epinotiae
Campoplex epinotiae là một loài tò vò trong họ Ichneumonidae.